# Peter Lindbergh
Peter Lindbergh (Leszno, Polònia, 23 de novembre de 1944 - 3 de setembre de 2019), nascut amb el nom de Peter Brodbeck, va ser un fotògraf de moda i director de cinema alemany.
Tot i néixer en la regió de Wartheland a Polònia, Lindbergh va créixer en plena postguerra a la granja del seu oncle, situada en una petita localitat anomenada Duisburg, Alemanya. Als 15 anys va decidir abandonar l'escola i posar-se a treballar com a aparadorista en les botigues departamentals Karstadt i Horten. Després de passar pel servei militar, les seves intencions van canviar i es va matricular en una escola d'art a Berlín, tot i que la rutina i la monotonia el van portar a marxar cap a Arles, el poble del sud de França en el qual va viure i treballar el seu ídol, Vincent Van Gogh. Després d'uns mesos, abandonà Arles per anar-se'n a recórrer Espanya, França i Marroc.
De tornada a Alemanya, va estudiar pintura al Col·legi d'Art de Krefeld a Renània del Nord-Westfàlia. Encara sent estudiant va muntar la seva primera exposició l'any 1969 a la Galeria Denise René-Hans Mayer. Tot i així, l'art conceptual el va influenciar en la fase final dels seus estudis d'arts visuals i l'any 1971 escull la fotografia com el seu mitjà d'expressió.
Va treballar durant dos anys com a assistent del fotògraf Hans Lux a la ciutat de Düsseldorf, fins que va començar a dedicar-se a la fotografia publicitària de manera independent. L'any 1978 es va mudar a París per concentrar-se en l'alta costura. Va fotografiar diverses models com Christy Turlington, Naomi Campbell, Linda Evangelista, Cindy Crawford, Stephanie Seymour, Isabella Rossellini, Nastassja Kinski i Tatiana Patitz, així com altres projectes amb Karl Lagerfeld, Giorgio Armani i molts més. A París es va iniciar la seva fama i el seu reconeixement mundial.
Lindbergh estava casat en segon matrimoni amb Petra Sedlaczek i fou pare de quatre fills: Benjamin Brodbeck-Lindbergh, Jeremy Brodbeck-Lindbergh, Simon Brodbeck-Lindbergh i Joseph Brodbeck-Lindbergh. En els darrers anys de la seva vida residí a París, Nova York i Arles.

## Tècnica i temàtica

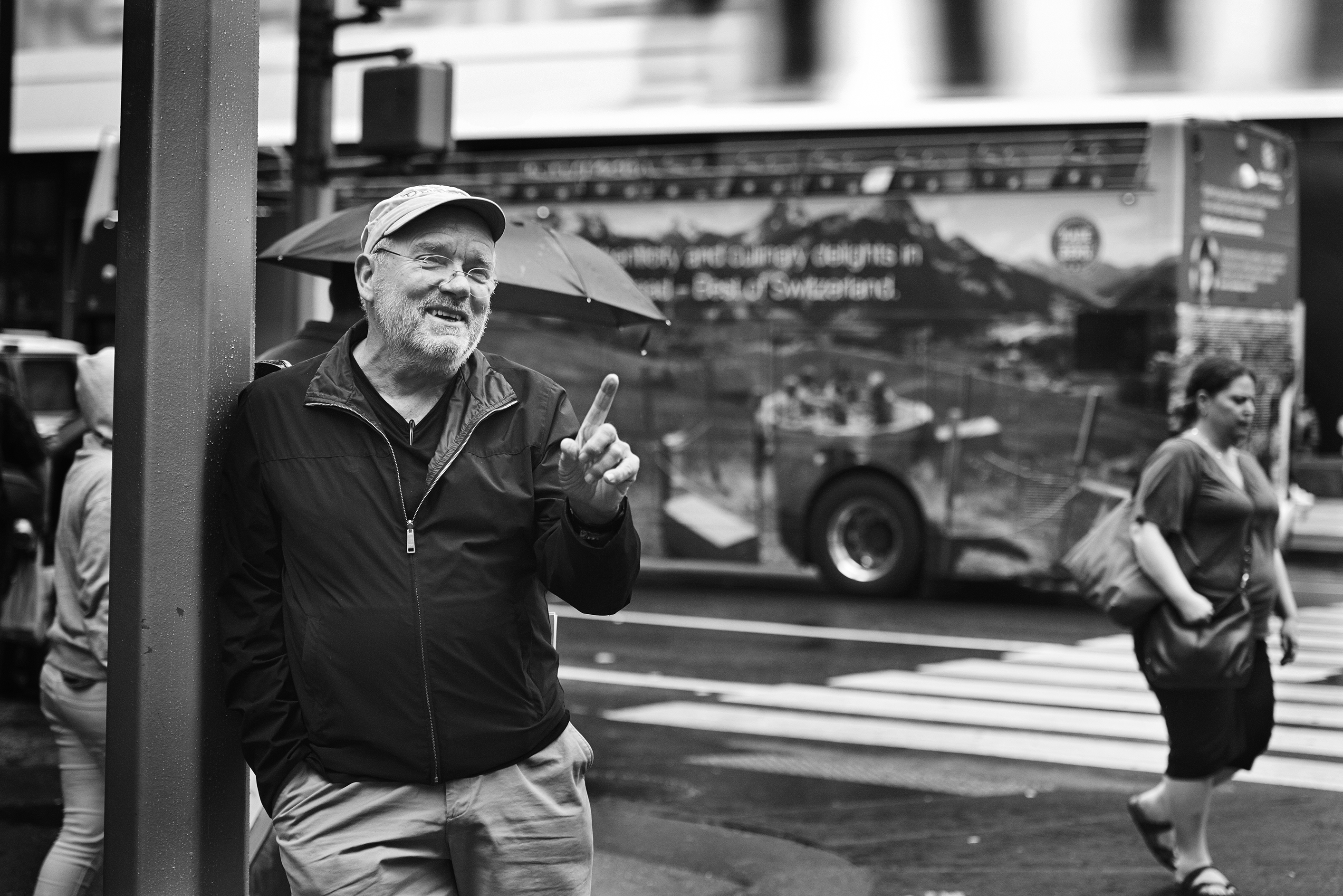
Lindbergh, Nova York, 2016

Peter Lindbergh és considerat com un dels fotògrafs del món de la moda per excel·lència, sobre tot en blanc i negre, i se'l relaciona amb ajudar a crear el fenomen top model de la dècada de 1990. Ell prefereix que la seva model tingui un maquillatge mínim i un pentinat senzill, Wim Wenders és un admirador de la seva obra.
El seu enfocament humanista i la seva idealització es diferencien dels altres fotògrafs, ja que prioritza l'ànima i la personalitat. Va canviar dràsticament els estàndards de la fotografia de moda en temps de retoc excessiu considerant que hi ha alguna cosa més que fa que una persona sigui interessant, més enllà de la seva edat. Explica: "Aquesta ha de ser la responsabilitat dels fotògrafs d'avui per alliberar les dones i, finalment, a tothom, del terror de la joventut i de la perfecció".
Una composició elegant, un enquadrament tancat, la cerca de bellesa, la serenitat, la naturalitat, el contrast, i un espai construït per dos plans: figura i fons. Aquesta és la mescla que Lindbergh utilitza per a crear el seu propi estil.
Les seves fotografies, sempre en blanc i negre, tenen un punt de cruesa realista, de retrat despullat d'artificis, cosa que ell mateix reconeix al afirmar que a les seves instantànies “Les dones sempre són més importants que la roba”.

## Obra

### Publicacions[7]
- Lindbergh, Peter,. Peter Lindbergh : shadows on the wall. ISBN 9783836569378.
- Lindbergh, Peter, 1944-. Berlin.  París: L. Vuitton, 2017. ISBN 9782369831358.
- Lindbergh, Winogrand : women.  Köln: Verlag der Buchhandlung Walther König, 2017. ISBN 9783960980261.
- Lindbergh, Peter,. Peter Lindbergh a different vision on fashion photography. ISBN 9783836552820.
- Lindbergh, Peter.. Images of women.  Nova York: Te Neues, 2000. ISBN 3823854844.

### Exposicions
- Shots of Style, Victoria and Albert Museum, Londres, 1985.
- Centre Georges Pompidou, París. Exposició de les fotografies de Lindbergh per la marca Comme des Garçons by Rei Kawakubo.
- Smoking Women, Galerie Gilbert Brownstone, París, 1992; traslladada a Bunkamura Gallery, Tokyo, 1994; Schirn Kunsthalle, Frankfurt, 1996.
- Bunkamura Museum of Art, 1996.
- Peter Lindbergh: Images of Women, Hamburger Bahnhof, Berlin, 1997; recorregut pels museus d'Hamburg, Milan, Roma, i Viena el 1998; Festival Internacional de fotografia, Japó, 1999 and 2000; Pushkin Museum of Fine Arts, Moscow, 2002. Lindbergh va ser el primer fotògraf en exposar allà.
- Models As Muse, The Metropolitan Museum of Art, Nova York, 2009
- On Street, C/O Berlin, 2010. Hi van assistir 90,000 visitants.
- The Unknown, Ullens Center for Contemporary Art, Beijing, Xina, Abril-Maig 2011. Hi van assistir més de 70,000 visitants.
- The Unknown and Images of Women, Meštrović Pavilion HDLU Museum, Zagreb, Abril-Maig, 2014.
- Vogue Like a Painting, Museu Thyssen-Bornemisza, Madrid, Juny–Octubre 2015. El treball de Lindbergh va ser exposat junt amb el d'Irving Penn, el de Horst P. Horst i el d'Erwin Blumenfeld.
- Gagosian Paris, Setembre–Desembre 2014.
- Gagosian Athens, Febrer-Abril 2016.
- A Different Vision On Fashion Photography, Kunsthal Rotterdam, des de setembre de 2016 a Febrer de 2017. A l'exposició s'hi podia trobar material mai vist anteriorment, com: notes personals, storyboards, accessoris, polaroids, fulls de contacte, pel·lícules, gravats monumentals,... Després va ser presentada al Kunsthalle München in Germany (sota el títol "From Fashion To Reality") i al Reggia di Venaria a Turin. Aquesta exposició va ser visitada per aproximadament 400,000 persones d'arreu del món.

### Pel·lícules
- 1991: Models - The film, dirigida per Peter Lindbergh. Gravada a Nova York amb models com Linda Evangelista, Tatjana Patitz, Naomi Campbell, Cindy Crawford i Stephanie Seymour.
- 1999: Inner Voices. Drama documental de 30 minuts examinant l'autoexpressió en el mètode d'actuar de Lee Strasberg. Va guanyar el premi a millor documental al Toronto International Film Festival l'any 2000.
- 2001: Pina Bausch - Der Fensterputzer. Pel·lícula experimental de 30 minuts per a Channel 4 sobre la seva amiga Pina Bausch. Presentada al Festival de Cannes l'any 2007.
- 2008: Everywhere at Once. Dirigida per Lindbergh i Holly Fisher. Es va estrenar al Tribeca Film Festival a Nova York. Narrada per Jeanne Moreau, aquesta pel·lícula consisteix en fotografies de Lindbergh, moltes d'elles no publicades, entrellaçades amb extractes de la pel·lícula Mademoiselle de Tony Richardson.